# Дерік Ґросс-старший
Дерік Ґросс старший (англ. Dærick Gröss Sr.; 28 січня 1947 — 9 грудня 2023) — ілюстратор, письменник, редактор і арт-директор. Гросс працював у компаніях коміксів Marvel Comics, DC Comics, Chaos! Comics, Image Comics та Innovation Publishing, переважно в 1990-х роках, а нещодавно у своїй власній компанії Studio G разом зі своїм сином Деріком Ґроссом. Він був візуальним редактором inDELible Comics і арт-директором .
Станом на 2008 рік він жив у Сімі-Валлі, Каліфорнія.

## Молодість і освіта
Ґросс народився 27 січня 1947 року в передмісті Дейтона в Кеттерінгу, штат Огайо, і з дитинства був шанувальником коміксів. Пізніше він навчався в Університеті Огайо з 1965 по 1967 рік, вивчаючи мистецтво та театр. Він був членом братства Фі Каппа Тета. Незадоволений викладанням мистецтва в університеті, він пішов до Центральної академії комерційного мистецтва в Цинциннаті, штат Огайо, у 1969 році.

## Кар'єра

### Рання кар'єра
Після закінчення навчання Ґросс працював на WCPO-TV у Цинциннаті, штат Огайо, художником-постановником і протягом 3 років створював мистецтво для камерної графіки. Ґросс приєднався до Cincinnati Post як штатний художник і карикатурист, згодом став арт-директором як ілюстратор і дизайнер сторінок.

### Мурсіелага Ше-Бат
Ґросс відповів на рекламу журналу CFW, яка поклала початок його кар'єрі в коміксах. У 1988 році він створив латиноамериканського мутанта Murciélaga She-Bat, який був частиною команди REIKI у Robo Warriors.
На початку 1990-х два випуски Murciélaga She-Bat вийшли у видавництві Heroic Publishing, а випуск № 3 у видавництві Revolutionary Comics. У 2000 році було випущено 2 комікси з Мурсьелагою як двомовний фліпбук іспанською та англійською. Пізніше видавництво Heroic Publishing перевидало оригінальні 8 випусків серії.

### Інноваційні комікси
Дерік Ґросс намалював інтер'єрне мистецтво для 12 випусків адаптації серії про вампіра Лестата Енн Райс, опублікованої Innovation Comics. Він отримав нагороду Расса Меннінга Комік-кон як найперспективніший новачок.
У 1992 році Ґросс також намалював обкладинку для випусків Forbidden Planet № 1-4, також опублікованих Innovation.

### MarvelіDC
Ґросс написав олівцем випуски № 84 і № 88 Екскалібура для Marvel Comics у 1995 році. У 1996 році він написав олівцем частину 7 недовгої ініціативи CyberComics від Marvel із зображенням Людини-павука. У 1995 році він також написав олівцем частину X Force/Cable Annual № 1, а в 1997 році — Люди Ікс: Доміно випуск № 1.
У 1993 році Ґросс написав олівцем номери 1 і 2 номерів Бетмен: Дволикий б'є двічі для DC Comics.

### Інші роботи
У видавництві коміксів для дорослих Carnal Comics Ґросс намалював кілька проєктів у 1990-х.
Він проілюстрував освітній сексуальний посібник «Посібник із того, як це зробити», опублікований Goofy Foot Press, який написав психоаналітик і письменник Пол Джоаннідес. Книга була вперше опублікована у 1996 році.
Як творець олівцем і чорнилом, він також працював над випуском Gay Comics № 24.
Ґросс зробив внесок у колекційну карткову гру Marvel, Overpower і картки Гра престолів для Fantasy Flight Games.
Його виробнича компанія Dærick Gröss Studios була заснована в 1989 році, а в 1990 році перейменована на Studio G. Разом з ним працює його син Дерік Ґросс. У 2001 році пожежа знищила більшу частину його студії.
Ґросс виготовляє дизайни футболок, принти та інші вироби з його роботами.
Він звернувся до політичної карикатури у 2019 році з сатиричним коміксом Трампі.

## Нагороди
- Нагорода Расса Меннінга за найперспективнішу новачку 1991 року[19].

### Innovation Comics
- Випуски Енн Райс «Вампір Лестат» № 1-12 (1990–91)
- Інтерв'ю з вампіром, випуск № 2 (1991)
- Королева проклятих Енн Райс, випуск № 2 (1991)
- Компаньйон вампіра випуски № 1-2 (1991)
- Заборонена планета випуски № 1-4 (1992)
- Заборонена планета: Сага про Крелла випуск № 1 (1993)
- Альянс героїв, випуск № 17 (1991)
- Колір магії випуски № 1-4 (1991)
- Тінь мучителя випуски № 2-3 (1991)
- Бозо: Найвідоміший клоун у світі, том 1 (1992)

### Heroic Publishing
- Мурсіелага Ше-Бат випуски № 1-5 № 8-16 (1993—2017)
- Reiki Warriors Спеціальний випуск № 1 (2013)
- Тигриця випуск № 3 (1992)
- Леді Аркан випуски № 1-2 (1992)
- Випуск Ліги чемпіонів № 9 (1990)
- Чемпіони Класика випуск № 4 (1992)
- Пригоди Кріссі Клауса випуск № 3 (1991)
- Свічки запалювання випуск № 1 (1993)
- Спалах випуски № 1 № 5 № 11 № 30 № 34 (2004–06)
- Приходи спалаху випуски № 3 № 6 (1992–93)
- Спалах: Нові пригоди том. 6 випуск № 1 (2006)
- Дівчина Свободи випуск № 0 (2006)
- Дівчина Свободи: повернення випуск № 1 (2007)
- Казки про чемпіонів презентують: Тигриця випуск № 3 (2006)
- Дівчата-відьми Inc. випуск № 10 (2011)
- Нескінченність випуск № 1 (2011)

### Image Comics
- Бладвульф випуски № 1-4 (1995)

### Marvel Comics
- Екскалібур випуски № 84 № 88 (1994–95)
- Екскалібур щорічник випуск № 2 (1994)
- Екскалібур Візіонери: Воррен Елліс випуск № 1 (2010)
- Опівнічні сини випуск № 7 (1994)
- Капітан Марвел випуск № 5 (1996)
- Кейбл випуск № 10 (1996)
- Ікс-Форс/ Кейбл '95 випуск № 5 (1995)
- Необмежені космічні сили випуск № 3 (1995)
- Ікс-Мен: Доміно випуск № 1 (2018)
- Кейбл & Ікс-Форс: Натиск зростає (2018)

### Malibu Comics
- Нейроскоп випуски № 1-5 (1992–93)
- Рішення проблеми № 16 (1995)

### Chaos! Comics
- Злий Ерні: Воскресіння випуск № 1 (1994)
- Чистилище випуск № 1 (1998)
- Чистилище проти Вампірелли випуск № 1 (2000)
- Леді Смерть: Останні обряди випуск № 2 (2001)
- Леді Смерть: Відплата випуск № 1 (1998)
- Леді Смерть проти Вампірелли II випуск № 1 (2000)
- Леді Смерть / Бедлам випуск № 1 (2002)
- Нефрит: Спокута випуск № 2 (2002)
- Нежить випуск № 1 (2002)

### DC Comics
- Бетмен: Дволикий б'є двічі випуски № 1.2 № 2.2 (1993)

### AK Comics
- Випуски Shred Comics #1-2 #8 (1989)
- Jalia випуски № 1-3 (2006)

### Sicilian Dragon Publishing
- Розповідь Енн Райс про викрадача тіл випуски № 1-4 (1999)

### Revolutionary Publishing
- Heavy Metal Monsters випуски № 1-3 (1992-93)

### CFW Enterprises
- Казки про воїнів кунг-фу випуск № 12 (1989)
- Робо-воїни випуски № 2 № 4-8 (1988)

### Carnal Comics
- Ребекка Барду випуск № 1 (1994)
- Бріттані О'Коннелл випуск № 1 (1996)
- Фантазії порнозірки випуск № 6 (1996)
- Піски Сахари випуск № 1 (1997)
- Жінки порно: Історія мультфільмів, випуск № 1 (1999)

### Прес для кухонної мийки
- Гей-комікс випуск № 24 (1996)

### Sky Comics
- Кров і троянди: У пошуках каменю часу випуск № 1 (1994)

### Bishop Press
- Роуз 'n' Ґанн випуск #2-3 (1995)

### Knight Press
- Пригоди крові та троянд, випуск № 1 (1995)

### Marz Publishing
- Джинн Воїни випуск № 1 (2012)

### inDELLible Comics
- InDELLiprose випуск № 1 (2018)